# Maciej Ugorski
Maciej Ugorski – polski weterynarz, biolog, dr hab. nauk przyrodniczych, profesor Katedry Biochemii i Biologii Molekularnej Wydziału Medycyny Weterynaryjnej Uniwersytetu Przyrodniczego we Wrocławiu i Instytutu Immunologii i Terapii Doświadczalnej im. Ludwika Hirszfelda Polskiej Akademii Nauk.

## Życiorys
W 1973 ukończył studia weterynaryjne w Akademii Rolniczej we Wrocławiu. Obronił pracę doktorską, w 1990 habilitował się na podstawie rozprawy zatytułowanej Rola glikosfingolipidów w ekspresji fenotypu nowotworowego. 6 kwietnia 2001 nadano mu tytuł profesora w zakresie nauk weterynaryjnych. Został zatrudniony na stanowisku profesora w Katedrze Biochemii i Biologii Molekularnej na Wydziale Medycyny Weterynaryjnej Uniwersytetu Przyrodniczego we Wrocławiu i Instytucie Immunologii i Terapii Doświadczalnej im. Ludwika Hirszfelda Polskiej Akademii Nauk.
Jest kierownikiem Katedry Biochemii i Biologii Molekularnej Wydziału Medycyny Weterynaryjnej Uniwersytetu Przyrodniczego we Wrocławiu i członkiem prezydium Komitetu Nauk Weterynaryjnych i Biologii Rozrodu na II Wydziale Nauk Biologicznych i Rolniczych Polskiej Akademii Nauk.
Był członkiem Komitetu Immunologii i Etiologii Zakażeń Człowieka na VI Wydziale – Nauk Medycznych Polskiej Akademii Nauk.

## Odznaczenia
- Złoty Krzyż Zasługi (2002)[4]